# Gorgone chermespilia
Gorgone chermespilia là một loài bướm đêm trong họ Noctuidae.